# نائومی نیشیدا
نائومی نیشیدا (انگلیسی: Naomi Nishida؛ زادهٔ ۱۶ فوریهٔ ۱۹۷۲) هنرپیشه اهل ژاپن است. وی در جشنواره فیلم یوکوهاما ۲۰۰۱ و بیست و پنجمین جایزه فیلم هوچی برای بازی در فیلم عشق نبی برنده جایزه بهترین بازیگر نقش مکمل زن شد.